# یون-اولوف کارلسون
یون-اولوف کارلسون (سوئدی: Joon-Olof Karlsson؛ زادهٔ ۲۰ سپتامبر ۱۹۵۷) بازیکن بسکتبال اهل سوئد بود. وی در بازی‌های المپیک تابستانی ۱۹۸۰ شرکت کرده‌است.